# Sankt Oswald ob Eibiswald
Sankt Oswald ob Eibiswald est une ancienne commune autrichienne du district de Deutschlandsberg en Styrie.